# Солдатская лощина
Солдатская лощина (англ. Soldier Hollow) — местность, расположенная в устье одноимённого оврага, примерно в 85 км к юго-востоку от Солт-Лейк-Сити в географическом парке Уосатч-Маунтин на северо-западе округа Уосатч, штат Юта, США. Одно из мест проведения зимних Олимпийских игр 2002 года. В Солдатской лощине проводились состязания по биатлону, лыжным гонкам, а также лыжное двоеборье. После проведения зимней Олимпиады, стала местом для катания на лыжах, тюбинга и ходьбы на снегоступах, летом катания на горных велосипедах и игры в гольф.